# Ludwigsfelder Fußball-Club e.V.
Ludwigsfelder Fußball-Club e.V. é uma agremiação esportiva alemã, fundada a 30 de maio de 1996, sediada em Ludwigsfelde, em Brandemburgo.

## História

BSG Motor

A associação foi criada em 1947 como Vorwärts Ludwigsfelde como o sucessor pós-guerra do Rot-Weiß Ludwigsfelde criado em 1939. O clube foi rebatizado BSG Traktor Ludwigsfelde, em 1952, e BSG Motor Ludwigsfelde, em 1953, antes de fazer várias aparições na DDR-Liga, segunda divisão da Alemanha Oriental, através dos anos 1970 e 1980.
Após a reunificação alemã, em 1990, o clube disputou a Landesliga Brandenburg (VI), galgando o seu caminho para a Verbandsliga Brandenburg (V), em 1997. Em 2004, ao disputar a Verbandsliga, o clube foi promovido para a NOFV Oberliga Nord, na qual atuou até sofrer o rebaixamento na temporada 2010-2011.
O Ludwigsfelde ganhou a Brandenburgischer Landespokal, em 2003, com uma vitória por 1 a 0 sobre o Brandenburger SC Süd 05. O triunfo classificou a equipe para a DFB-Pokal, a Copa da Alemanha, na qual foi derrotada por 9 a 1, na primeira fase, pelo SV Werden Bremen.
Ao final da temporada 2010-2011, foi rebaixado da Oberliga Nord (V) ao ficar na décima-sexta posição. Disputa a Brandenburg-Liga (VI).

## Títulos
- Verbandsliga Brandenburg Campeão: 2004;
- Landesliga Brandenburg Campeão: 1997;
- Brandenburgischer Landespokal Vencedor: 2003;